# 알렉산더 루리아

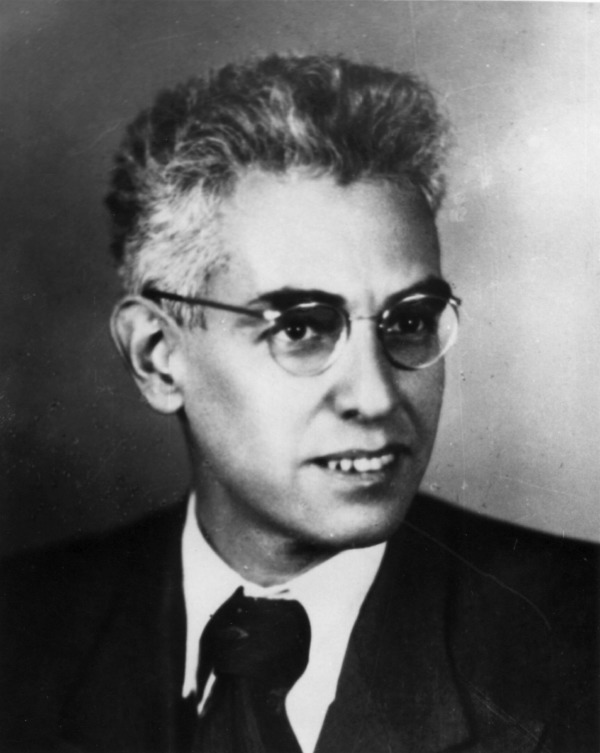

알렉산더 루리아(Alexander Romanovich Luria ,러시아어 Алекса́ндр Рома́нович Лу́рия, IPA [ˈlurʲɪjə], 1902년 7월 16일 – 1977년 8월 14일)는 소비에트 연방의 신경 심리학자였으며, 종종 현대 신경 심리학의 아버지로 평가 및 인정 받아왔다. 그는 제 2 차 세계 대전의 뇌 손상 피해자들과 함께 임상 작업을 하는 동안 광범위하고 독창적인 신경 심리 테스트 배터리(일련의 연관 검사)를 개발했으며, 이는 현대에 이르러서도 여전히 다양한 형태로 사용되고 있다. 그는 다양한 뇌 영역의 기능과 일반적으로 뇌의 통합 과정에 대한 심층 분석을 했었다. 알렉산더 루리아의 대표작인 '인간의 더 높은 피질 기능'(Higher Cortical Functions in Man, 1962)은 많이 사용되는 심리 교과서로 많은 언어로 번역되었으며 1973년 '일하는 뇌'(The Working Brain)로 보완되었다.

## 같이 보기
- 레프 비고츠키
- 윌리엄 제임스